# Tradl
Tradl ist ein Ortsteil der Stadt Furth im Wald im Landkreis Cham des Regierungsbezirks Oberpfalz im Freistaat Bayern.

## Geografie
Tradl liegt 800 Meter südlich von Gschwand, 6,5 Kilometer westlich von Furth im Wald an der Staatsstraße 2154.

## Geschichte
In seiner Monografie über den Schulsprengel Gleißenberg aus dem Jahr 1845 schrieb der Schullehrer Johann Nepomuk Sturm, dass die Einöde Tradl im Jahr 1798 auf der Hutweide von Gschwand erbaut wurde. 1808 wurde in Tradl ein Anwesen mit öden Gründen aufgeführt. In einer Pfarreibeschreibung aus dem Jahr 1861 wurde Tradl mit einem Haus und 5 Einwohnern erwähnt.
1808 wurde die Verordnung über das allgemeine Steuerprovisorium erlassen. Mit ihr wurde das Steuerwesen in Bayern neu geordnet und es wurden Steuerdistrikte gebildet. Dabei kam Tradl zum Steuerdistrikt Gleißenberg. Der Steuerdistrikt Gleißenberg bestand aus den Dörfern Gleißenberg, Gschwand, Lixenried, den Weilern Bogen und Koestelhütten (= Kesselhütte) und den Einöden Tradl und Berghof.
1820 wurden im Landgericht Waldmünchen Ruralgemeinden gebildet. Dabei kam Tradl zur Ruralgemeinde Gschwand. Zur Ruralgemeinde Gschwand gehörte neben Gschwand mit 17 Familien die Einöde Tradl mit 1 Familie.
1830 wurde die Gemeinde Gschwand aufgelöst und in die Gemeinde Lixenried eingegliedert. Diese Eingliederung wurde von den Bürgern von Lixenried abgelehnt und bis 1851 wurde darüber gestritten. 1972 wurde die Gemeinde Lixenried mit ihren Gemeindeteilen Bogen, Gschwand und Tradl in die Stadt Furth im Wald eingemeindet.
Tradl gehört zur Pfarrei Gleißenberg, Dekanat Cham. 1997 hatte Tradl 7 Katholiken.

## Einwohnerentwicklung ab 1820
| Jahr | Einwohner | Gebäude |
| ---- | --------- | ------- |
| 1820 | 1 Familie | k. A.   |
| 1838 | 7         | 1       |
| 1861 | 5         | k. A.   |
| 1871 | 6         | 3       |
| 1885 | 10        | 2       |
| 1900 | 9         | 1       |
| 1913 | 6         | 1       |

| Jahr | Einwohner | Gebäude |
| ---- | --------- | ------- |
| 1925 | 9         | 1       |
| 1950 | 5         | 1       |
| 1961 | 7         | 1       |
| 1970 | 7         | k. A.   |
| 1987 | 8         | 1       |
| 2011 | 6         | k. A.   |